# Lucillo Haddock Lôbo
Lucillo Haddock Lôbo (* 23. März 1916 in Rio de Janeiro; † Mai 1984 in der Avenida Vieira Souto am Strand von Ipanema)  war ein brasilianischer Diplomat.

## Leben
Lucillo Haddock Lôbo war mit Vera Eliane Borges da Fonseca verheiratet.
Ende Juli 1940 begann Haddock Lôbo seine diplomatische Laufbahn als Assistent am brasilianischen Konsulat in Hamburg. Nach einem Wettbewerb 1941 wurde er als Konsul dritter Klasse (J) in den auswärtigen Dienst aufgenommen.
Von 1944 bis 1945 war er als Gesandtschaftssekretär dritter Klasse in Buenos Aires eingesetzt, wo er 1945 in Anerkennung seiner Verdienste zum Gesandtschaftssekretär zweiter Klasse befördert wurde und daraufhin bis 1948 blieb. Im Jahr 1952 wurde er zur Einweihung des Denkmals für Alberto Santos Dumont nach Paris gesandt und dem österreichischen Außenministerium ohne Staatsvertrag zur Verfügung gestellt.
Danach war er von 1953 bis 1955 als Gesandtschaftssekretär erster Klasse in Rom tätig und wurde 1955 als Verbindungsbeamter des Außenministeriums zum Nationalkongress (Brasilien) versetzt. Im Jahr 1958 wurde Haddock Lôbo zum Gesandtschaftsrat zweiter Klasse befördert und war Mitglied der brasilianischen Delegation zu Verhandlungen mit Bolivien in Corumbá. Darüber hinaus wurde er auf Sondermission nach Bogotá entsandt. Von 1958 bis 1960 war er als Gesandtschaftsrat bei der Organisation Amerikanischer Staaten eingesetzt.
Im Jahr 1962 vertrat er das Ministerium bei einer Konferenz des Landwirtschaftsministeriums in Sao Paulo und war 1963 Mitglied der Delegation zur dritten Sitzungsperiode der in Montevideo verhandelten Asociación Latinoamericana de Libre Comercio (ALALC). Vom 19. Oktober 1964 bis zum 2. März 1967 wurde er als Botschafter zunächst in Quito berufen, wo er 1967 am 7. Congresso Nacional de Municipios in Manaus teilnahm und anschließend vom 29. Januar 1968 bis 2. Juli 1969 in Santo Domingo.
Nach seiner Beförderung im Jahr 1969 zum Gesandtschaftsrat erster Klasse wurde Haddock Lôbo als Botschafter in San José auf Costa Rica (1970–1972) und in Caracas (1972–1976) eingesetzt.
Acht Jahre nach seiner Versetzung in den Ruhestand wurde Haddock Lôbo Opfer eines Raubmordes, als bei einem Spaziergang mit seiner Frau deren Schmuck und ihm seine Tasche mit 500 000 cruzeiros geraubt wurden. Bei dem Versuch einer Gegenwehr wurde er von einem Schuss tödlich getroffen.
Haddock Lôbo war korrespondierendes Mitglied der Sociedade Brasileira de Geografia, der Sociedad de Geografia de La Paz und der Sociedade Brasilera de Direito Aeronáutica. Er verfügte über ein Diplom des Curso de Formação dos Membros Permanentes da Escola Superior de Guerra.
Die Rua Haddock Lôbo in São Paulo wurde nach ihm benannt (Lage).